# Eurobowl 1992
Navigation
Édition précédente Édition suivante
L'Eurobowl 1992 est la 6e édition de l'Eurobowl.
Elle sacre les Hollandais des Amsterdam Crusaders.

## Clubs de l'édition 1992
| Équipe                       | Nationalité |
| ---------------------------- | ----------- |
| Aarhus Tigers                | Danemark    |
| Helsinki East City Giants    | Finlande    |
| Argonautes d'Aix-en-Provence | France      |
| Geneva Seahawks              | Suisse      |
| Giaguari Torino              | Italie      |
| Amsterdam Crusaders          | Pays-Bas    |
| Uppsala 86ers                | Suède       |
| ?                            | ?           |

## Les éliminatoires

### Les matches
| Date | Home       | Score   | Away      |
| ---- | ---------- | ------- | --------- |
| ?    | Argonautes | 106 - 0 | Lions     |
| ?    | Argonautes | 26 - 54 | Crusaders |
| ?    | Giaguari   | 44 - 16 | Seahawks  |

### Classements
| Qualifié en quart de finale |

| Club                | Vic. | Nuls | Déf. | Pts | Pts pour | Pts contre |
| ------------------- | ---- | ---- | ---- | --- | -------- | ---------- |
| Amsterdam Crusaders | 1    | 0    | 0    | 2   | 54       | 26         |
| Argonautes d'Aix    | 1    | 0    | 1    | 2   | 132      | 54         |
| Leuven Lions        | 0    | 0    | 1    | 0   | 0        | 106        |

## Play-offs

### Quart de finale
| Date | Home                      | Score   | Away             |
| ---- | ------------------------- | ------- | ---------------- |
| ?    | Helsinki East City Giants | 6 - 20  | Argonautes d'Aix |
| ?    | Amsterdam Crusaders       | 2 - 0   | Birmingham Bulls |
| ?    | Giaguari Torino           | 34 - 13 | Berlin Adler     |
| ?    | Uppsala 86ers             | -       | ?                |

### Demi-finales
| Date | Home                | Score   | Away             |
| ---- | ------------------- | ------- | ---------------- |
| ?    | Amsterdam Crusaders | 34 - 7  | Argonautes d'Aix |
| ?    | Giaguari Torino     | 26 - 24 | Uppsala 86ers    |

### Finale pour la3eplace
| Date | Vainqueur        | Score   | Perdant       |
| ---- | ---------------- | ------- | ------------- |
| ?    | Argonautes d'Aix | 35 - 21 | Uppsala 86ers |

### Finale
| Date | Vainqueur           | Score   | Perdant         |
| ---- | ------------------- | ------- | --------------- |
| ?    | Amsterdam Crusaders | 42 - 24 | Giaguari Torino |

## Source
- (fr) Elitefoot
- (fr) Elitefoot